# هونی رز
هونی رز (انگلیسی: Honey Rose؛ زادهٔ ۹ مه ۱۹۹۱) یک هنرپیشه اهل هند است.

## فیلم‌شناسی
- اجانتا
- هتل کالیفرنیا
- متشکرم
- ویرا سیمها ردی (۲۰۲۳)